# Francis Onyeka
 (août 2025).
Francis Onyeka, né le 29 avril 2007 à Gummersbach en Allemagne, est un footballeur allemand qui évolue au poste de milieu offensif au Bayer Leverkusen.

## Biographie

### En club
Né à Gummersbach en Allemagne, Francis Onyeka est formé par le Bayer Leverkusen. Le 29 novembre 2023 il signe son premier contrat professionnel, le liant au club jusqu'en juin 2027. Durant sa formation et grâce à ses performances en club et en sélection il reçoit la Médaille Fritz Walter d'or, qui récompense les meilleurs jeunes allemands, pour la catégorie des moins de 17 ans.
Le 26 novembre 2024, il fait sa première apparition en Ligue des champions, à l'occasion d'un match de groupe face au Red Bull Salzbourg. Il entre en jeu à la place de Florian Wirtz lors de ce match remporté par Leverkusen (5-0 score final).

### En sélection
Il représente l'équipe d'Allemagne des moins de 18 ans, marquant un but dès son premier match contre les États-Unis le 4 septembre 2024, donnant ainsi la victoire à son équipe (0-1 score final).